# Composición suprematista
Composición sumprematista (también llamado Composición suprematista (rectángulo azul sobre rayo rojo)) es un cuadro de 1916 de Kazimir Malévich, pintor ruso conocido como uno de los pioneros de la abstracción geométrica. Representa una constelación de geometría y color al espacio de austeridad notable. Fue vendido en 60 millones de dólares y es la obra rusa más cara de la historia.

## Características
La pintura fue creada en 1916 y perteneció al artista hasta junio de 1927. Malévich lo expuso en el Grosse Berliner Kunstausstellung en Berlín, pero pronto viajaría a la Unión Soviética. Luego pasó a ser propiedad del arquitecto alemán Hugo Häring, que lo vendió al Museo Stedelijk de Ámsterdam. Allí estuvo expuesto 50 años.
Ha formado parte de diferentes exposiciones, principalmente en Europa. Después de una batalla legal de 17 años sobre su propiedad, volvió a los herederos del artista. En noviembre de 2008, estos lo vendieron en una subasta de Sotheby's por 60 millones de dólares a un comprador anónimo.